# Lac Ter
Lac Ter (pol. jezioro Ter) – niewielki (ok. 2,8 ha), naturalny zbiornik wodny w górach Jura, w kantonie Vaud w zachodniej Szwajcarii.

## Położenie
Leży w dolinie Joux, po północno-zachodniej stronie jeziora Joux, ok. 3 km od granicy szwajcarsko-francuskiej, biegnącej tu grzbietem Mont Risoux. Znajduje się w całości na terytorium gminy Le Lieu, ok. 1 km na północny wschód od centrum tej miejscowości.

## Charakterystyka
Lustro jeziora leży na wysokości 1017 m n.p.m. Jezioro położone jest w wydłużonym obniżeniu terenowym, biegnącym wzdłuż brzegu jeziora Joux, którego lustro leży na wysokości 1004 m n.p.m. Odległość między brzegami obydwóch jezior wynosi niespełna 300 m. Wspomniane obniżenie oddziela jednak od brzegu jeziora Joux wysoka grzęda terenowa, której wysokość przekracza miejscami 1090 m n.p.m.
Jezioro Ter powstało w lokalnym, bezodpływowym zagłębieniu wapiennego podłoża, mającym charakter niewielkiego, krasowego uwału. Zajęło najniższą jego część, uszczelnioną naniesionymi osadami. Jest zasilane dwoma krótkimi (ok. 1 km) ciekami wodnymi: Ecluse, płynącym z centrum miejscowości Le Lieu oraz Séchey, formującym się na podmokłych terenach koło osiedla Le Séchey. Nie posiada widocznego odpływu powierzchniowego. Bilans wodny, poza parowaniem, zamyka przesączanie się wód przez niecałkowicie uszczelnione dno niecki jeziornej do niżej położonego jeziora Joux.
Jezioro ma kształt zbliżony do kolistego i niskie brzegi, częściowo podmokłe, lokalnie przechodzące w torfowisko. Lustro wody wzdłuż brzegów porasta wąski pas szuwaru. W jeziorze żyją m.in. szczupaki, okonie, płocie, kiełbie. Latem jego brzegi często goszczą wędkarzy.
Zimą tafla jeziora zwykle zamarza, a jego powierzchnia wykorzystywana jest czasem jako ślizgawka dla łyżwiarzy. Podczas mroźnych zim w latach 1900 i 1901, gdy grubość lodu była odpowiednio duża, był on wycinany w postaci bloków (podobnie jak na sąsiednich jeziorach Joux i Brenet), transportowany na stację kolejową w Le Lieu, skąd pociągami ekspediowano go do dużych miast na potrzeby restauracji, szpitali itp.